# Oberlin (Ohio)
Oberlin ist eine City im Lorain County des US-Bundesstaates Ohio, etwa 65 km südwestlich von Cleveland. Das U.S. Census Bureau ermittelte bei der Volkszählung 2020 eine Einwohnerzahl von 8555.
Die Siedlung wurde, wie das dortige gleichnamige Oberlin College, 1833 von zwei presbyterianischen Geistlichen gegründet und nach dem im Elsass sozialreformerisch tätigen Pastor Johann Friedrich Oberlin benannt.
Neben dem College gibt es noch einen weiteren wichtigen Arbeitgeber, die Federal Aviation Administration, die hier ein bedeutendes Flugsicherungszentrum betreibt, dessen Luftüberwachung bis nach Kanada reicht.
Stadtoberhaupt ist ein City Manager, der von einem siebenköpfigen, alle zwei Jahre neu gewählten Gemeinderat unterstützt wird.
Auf Nummer 207 der East College Street befindet sich das historische John Mercer Langston House.

## Geschichte
Im Frühling 1833 baute Peter Pindar Pease für die ersten etwa 40 Siedler ein erstes Blockhaus in Oberlin. Oberlin mit seinem College galt als ein Zentrum des Abolitionismus, es war eine Haltestation (Nr. 99) der Underground Railroad und 1858 in eine aufsehenerregende Rettung eines entlaufenen Sklaven verwickelt. Denn flüchtige Sklaven mussten zu dieser Zeit auch in Staaten, in denen es keine Sklaverei gab, aufgegriffen und ihren Besitzern übergeben werden.

### Hochschule
Bereits im Dezember 1833 gründeten die beiden presbyterianischen Geistlichen John J. Shipherd und Philo P. Stewart das Oberlin Collegiate Institute, wo anfänglich 29 Männer und 15 Frauen unterrichtet wurden, um Lehrer und Pastoren für Amerikas Westen zu werden. Das College war von Anfang an ein Vorreiter in der Koedukation, der es sich bereits 1834 unter der Leitung von Pastor John Keep (1781–1870) verschrieben hatte. 1835 nahm es als damals erstes höheres Bildungsinstitut in den USA gleichberechtigt weiße und afroamerikanische Studierende auf. Der erste Präsident war der Pastor, Sozialreformer und Abolitionist Asa Mahan, der die Schule von 1835 bis 1850 leitete. 1851 bis 1866 war der bekannte Erweckungsprediger und Jurist Charles Grandison Finney Präsident und Rektor des College. Caroline Mary Rudd, Elizabeth Prall, Mary Hosford und Mary Fletcher Kellogg waren die ersten Frauen, die 1837 das Studium aufnahmen und mit Ausnahme von Kellogg 1841 abschlossen. 1844 erhielt George B. Vashon als erster schwarzer Student seinen Bachelor, 1862 folgte Mary Jane Patterson, die als erste schwarze Frau in den USA einen Bachelor in Philosophie und Geisteswissenschaften erwarb.  Der Absolvent Charles Martin Hall erfand 1886 eine günstige Methode zur kommerziellen Aluminiumverhüttung. Zur Hochschule gehört auch das Oberlin-Konservatorium, das 1865 eröffnet wurde.

## Söhne und Töchter der Stadt
- Smith Newell Penfield (1837–1920), Komponist
- Frederic De Forest Allen (1844–1897), Klassischer Philologe
- Otis Bardwell Boise (1844–1912), Komponist
- Anne Eugenia Felicia Morgan (1845–1901), Philosophin, Schriftstellerin, Spieleerfinderin und Hochschullehrerin
- Alfred Vance Churchill (1864–1949), Maler und Hochschullehrer
- Claude Bragdon (1866–1946), Architekt, Autor und Theosoph
- Carl Branson (1906–1975), Geologe und Paläontologe
- Edward J. Shoben (1918–1996), klinischer Psychologe
- Wilmot N. Hess (1926–2004), Physiker
- Edwin F. Taylor (1931–2025), Physiker
- David Kellogg Lewis (1941–2001), Philosoph
- Lynn Shelton (1965–2020), Film- und Fernsehregisseurin, Drehbuchautorin, Filmeditorin, Filmproduzentin und Schauspielerin
- Roman Mars (* 1974), Radio-Produzent
- Kelly Gunther (* 1987), Inline-Speedskaterin und Eisschnellläuferin

## Persönlichkeiten
- Charles Grandison Finney (1792–1875), Jurist, Erweckungsprediger, 1835–1875 Hochschullehrer und 1851–1866 Rektor am Oberlin College
- Charles Martin Hall (1863–1914), Ingenieur, Erfinder, Unternehmer
- Eduardo Mondlane (1920–1969), Ethnologe, Soziologe, Politiker, Präsident der FRELIMO